# Dauer Sportwagen

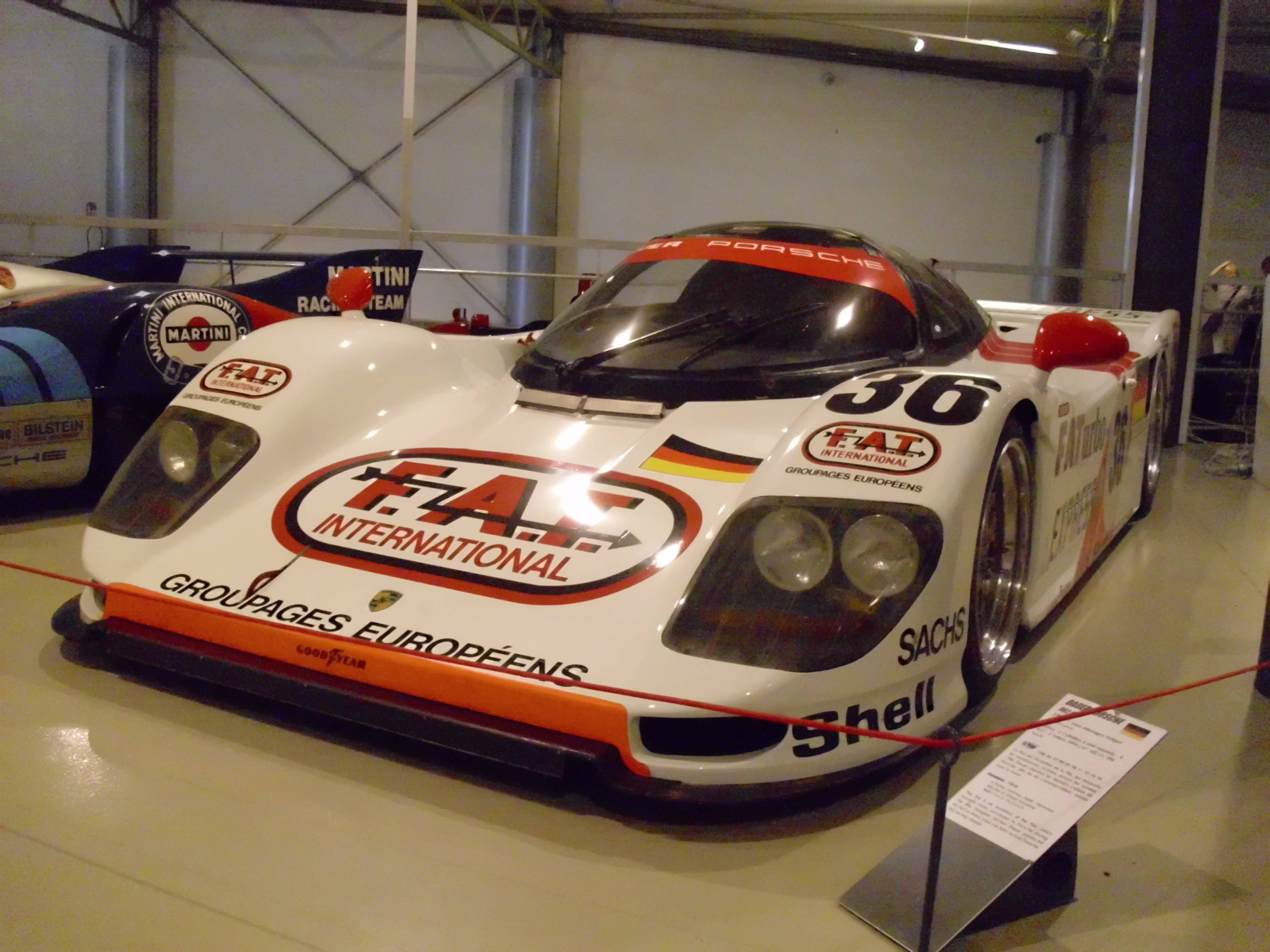
Dauer 962 von 1994

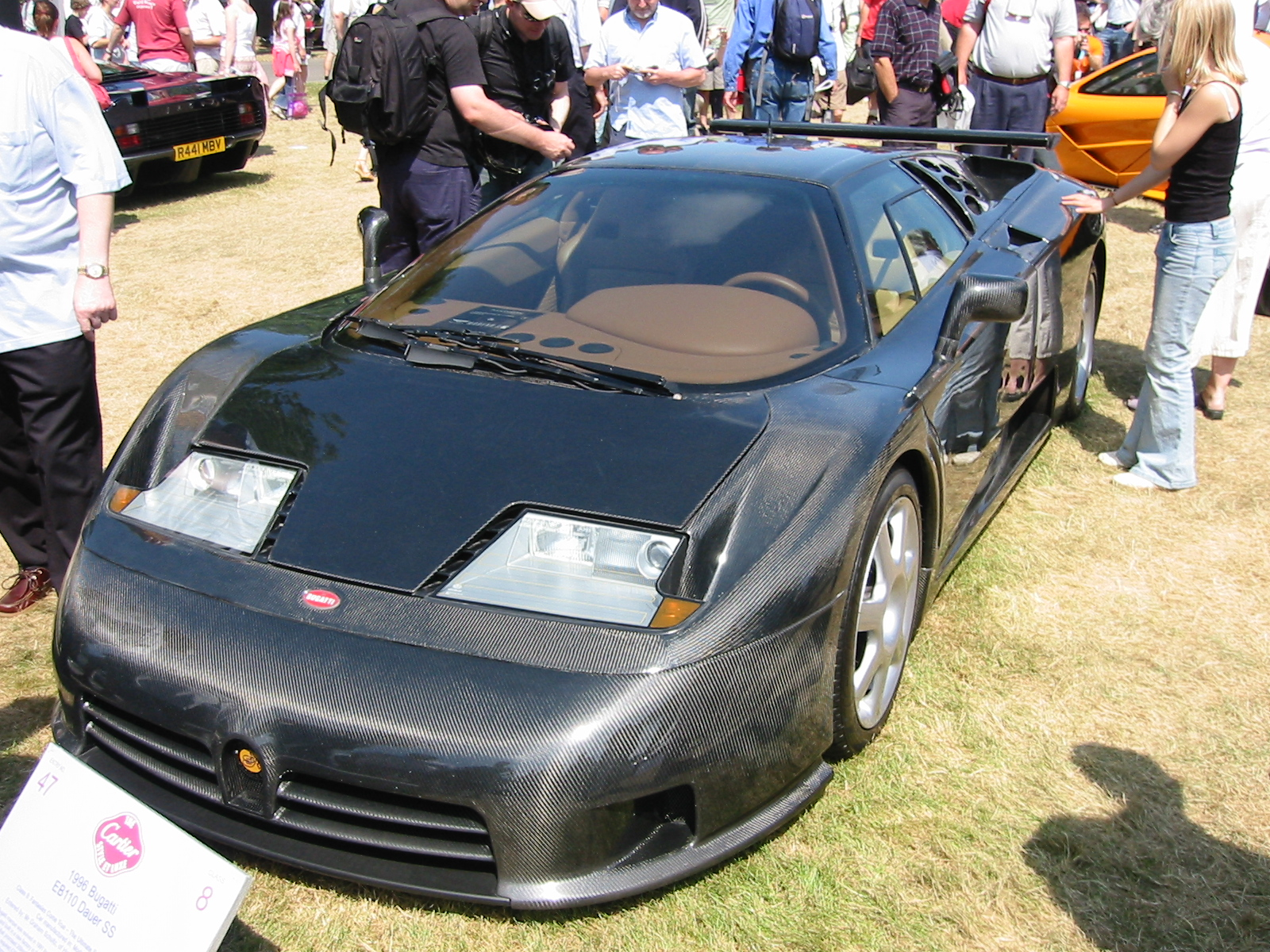
Ein Dauer Bugatti EB110 Bj. 1996 mit unlackierter Kohlefaserkarosserie

Die Dauer Sportwagen GmbH war ein von Jochen Dauer gegründetes, in Nürnberg
ansässiges Unternehmen, das sich auf den Bau von Supersportwagen in Kleinserie spezialisierte. Die Firma war vor allem durch die Weiterführung der Produktion des Bugatti EB110 und die Entwicklung des auf dem Porsche 962 basierenden Dauer 962 LM bekannt geworden, der 1994 die 24 Stunden von Le Mans gewann.

## Geschichte
1993 entstand aus Jochen Dauer Racing die Jochen Dauer Racing GmbH, die 2002 in Dauer Sportwagen GmbH umbenannt wurde.
Seit 1993 wurde der Dauer 962 LM auf der Basis eines Porsche-Modells produziert. Nachdem 1995 die Bugatti Automobili SpA von Romano Artioli mit Konkurs geendet hatte, übernahm die Dauer Sportwagen GmbH die Konkursmasse des Unternehmens. Dazu gehörten auch noch nicht fertiggestellte Fahrzeuge und ein großer Fundus an Ersatzteilen der letzten Entwicklungsstufe des Bugatti EB110. Da die Volkswagen AG die Namensrechte an Bugatti erwarb, konnten die Autos nicht mehr unter dem Namen Bugatti vertrieben werden, sondern wurden seither als Dauer EB110SS bezeichnet. 2008 stellte Dauer Sportwagen den Geschäftsbetrieb ein. Die Werkstattausstattung, die Original-EB110-Ersatzteile, die Dauer-EB110-SuperSport-Bauteile sowie einige Komponenten des Dauer 962 LM (auf der Basis eines Porsche 962) erwarb 2011 die Toscana-Motors GmbH mit Sitz in Kaiserslautern.

## Modelle
- Dauer 962 LM
- Dauer EB110 SS